# Haemaphysalis adleri
Haemaphysalis adleri är en fästingart som beskrevs av Feldman-Muhsam 1951. Haemaphysalis adleri ingår i släktet Haemaphysalis och familjen hårda fästingar.
Artens utbredningsområde är Israel. Inga underarter finns listade i Catalogue of Life.